# Estación de Alcoy
Alcoy es una estación de ferrocarril de carácter terminal situada en el municipio español homónimo en la provincia de Alicante, Comunidad Valenciana. Cuenta con servicios de media distancia operados por Renfe.

## Situación ferroviaria
La estación se encuentra en el punto kilométrico 63,7 de la línea férrea de ancho ibérico que une Játiva con Alcoy, situada a 566,13 metros de altitud, a continuación del apeadero de Cocentaina. El trazado es de vía única y está sin electrificar. 
Formó también parte de la desaparecida línea de ancho métrico Alcoy-Gandía, punto kilométrico 52,7.

## Historia
La estación fue abierta al tráfico en 1904 con la apertura del último tramo de la línea que pretendía unir Játiva con Alcoy que discurría entre Onteniente y Alcoy. La difícil orografía hizo que este tramo se retrasará más de 10 años en relación con el resto del trazado. Si bien las obras fueron realizadas por Norte, la concesión original la obtuvo el Marqués de Campo, quien acordó la explotación inicial a través de la Sociedad de los Ferrocarriles de Almansa a Valencia y Tarragona (AVT). La incapacidad de esta última por cumplir los plazos de entrega acordados llevaron a que la línea fuera cedida a Norte. En 1941, tras la nacionalización del ferrocarril en España la estación pasó a ser gestionada por la recién creada RENFE.
Desde el 31 de diciembre de 2004 Adif es la titular de las instalaciones ferroviarias.

## Servicios ferroviarios

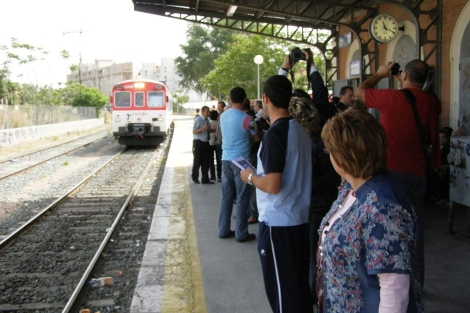
Viajeros en el andén de la estación (año 2012).

### Media Distancia
Los trenes de media distancia de Renfe cubren el trayecto Valencia-Alcoy. La frecuencia diaria varía entre los 2 y 3 trenes en cada sentido. 
| Línea MD | Trenes   | Origen/Destino |  | Destino/Origen |
| -------- | -------- | -------------- |  | -------------- |
| 47       | Regional | Valencia-Norte |  | Alcoy          |